# Erhard-Wunderlich-Sporthalle
Die Erhard-Wunderlich-Sporthalle ist eine Mehrzweckhalle im Stadtteil Antonsviertel der bayerischen Großstadt Augsburg. Der denkmalgeschützte Bau befindet sich am südlichen Rand des Wittelsbacher Parks und wurde zwischen 1963 und 1965 mit einem Kostenaufwand von rund 3,95 Millionen DM errichtet. Es handelt sich dabei um die erste nach dem Zweiten Weltkrieg gebaute große Halle in Augsburg. Seit 2012 trägt die frühere Sporthalle Augsburg, zu Ehren des in Augsburg geborenen Handball-Nationalspielers Erhard Wunderlich (1956–2012), den offiziellen Namen „Erhard-Wunderlich-Sporthalle“.

## Geschichte
Gemäß einem Baulinienplan von 1905 war auf dem Baufeld, auf dem sich heute die Halle befindet, ursprünglich Wohnbebauung vorgesehen. In den 1930er Jahren wurden diese Planungen aufgegeben und stattdessen beabsichtige man die Anpflanzung eines großen Eichenhains. Die Anpflanzung wurde jedoch nie vorgenommen.
Anfang der 1960er Jahre suchte die Stadt einen geeigneten Standort für eine neue Sporthalle und fand diesen schließlich östlich des neu gebauten Rosenaustadions an der Ulrich-Hofmaier-Straße. Stadtbaurat Walther Schmidt fertigte erste Entwürfe an und ließ im Juni 1962 einen Architektenwettbewerb für die neue Halle ausrufen. Das Preisgericht entschied sich 1963 für den Entwurf des Ingenieurs Hugo Gall aus Reutlingen. Sowohl die geringen Baukosten als auch das außergewöhnliche Erscheinungsbild hatten das Preisgericht überzeugt. Nach der Grundsteinlegung am 29. Oktober 1963 errichtete das Augsburger Bauunternehmen Thormann & Stiefel die Halle innerhalb von zwei Jahren. Am 11. Dezember 1965 konnte die Eröffnung mit dem Handballländerspiel Deutschland gegen Frankreich gefeiert werden.
Aufgrund der besonderen Konstruktionsweise („Seilträgerhängedach-Konstruktion mit antithetisch gestellten, überkragenden Tribünen“) wurde die Halle am 15. Mai 2003 in die amtliche Denkmalliste aufgenommen. Die Konstruktion erwies sich insgesamt als äußerst beständig, einzig die Dachhaut musste 2011 erneuert werden.

## Architektur und Konstruktion
Die von Ingenieur Hugo Gall gestaltete Sporthalle zählt mittlerweile zu den „bedeutende[n] Bauten der Nachkriegsmoderne“ in Augsburg. Sie besteht aus einer unterkellerten Grundplatte, auf der insgesamt 18 auskragende Stahlbetonstützen mit einer Höhe von 15 Metern aufgesetzt sind. Jeweils zwei Stützen stehen sich gegenüber und dienen als Widerlager für die 60 Meter weit gespannten Stahlseile. Die Stahlseile hängen in der Mitte etwa fünf Meter durch und bilden das Auflager für die Dachhaut, die aus etwa 1500 Betonplatten besteht.
Im Inneren befindet sich ein 48,18 m × 26 m großes Hauptspielfeld mit einer lichten Höhe von 9,20 m, das mit einem Schwingboden und Linoleumbelag ausgestattet ist. Im Keller gibt es zudem zwei Trainingsräume, einen Kraftraum sowie eine Bogenschießanlage. Die Halle bietet Raum für 3.093 Zuschauer, wovon 1.673 auf der Osttribüne und 1.420 auf der Westtribüne Platz nehmen. Bei Bestuhlung der Spielfläche erhöht sich das Fassungsvermögen auf 4.431 Zuschauer.
Direkt neben dem östlichen Ausgang befindet sich ein Parkplatz mit einer Kapazität von etwa 200 Pkw-Stellplätzen.

## Nutzung
Die Halle dient seit ihrem Bestehen in erster Linie den Schulen und Vereinen als Trainings- und Wettkampfstätte. Auf dem Spielfeld wird beispielsweise Hallenfußball, Handball, Basketball, Hockey und Volleyball gespielt. Aber auch Tanzsport, Badminton und Fechten gehört dort zum Nutzungsspektrum. Im Keller trainieren Kraftsportler, Bogenschützen und Kampfsportler.
In der Vergangenheit war die Halle zudem Austragungsort bei den Olympischen Spielen 1972 für sechs Vorrundenspiele im Handball. Außerdem wurde in der Halle im August 1972 das vorolympische Qualifikationsturnier im Basketball ausgetragen.
Der Münchener Sportverein TSV Milbertshofen führte in der Zeit, in der er in der Handball-Bundesliga spielte, vereinzelte Bundesliga- und Europapokalspiele in der Halle durch.
Am 15. Mai 1976 fand in der Halle ein Schau- bzw. Sparringskampf von Muhammad Ali gegen Karl Mildenberger und Jimmy Ellis vor 2.000 Zuschauern statt. Der Boxkampf wurde vom Augsburger Sportjournalisten Horst Eckert organisiert und diente der Vorbereitung Alis auf den zehn Tage später stattfindenden Weltmeisterschaftskampf in der Münchner Olympiahalle gegen Richard Dunn.
Neben Sportereignissen waren in der Halle über viele Jahre verstärkt auch kulturelle Veranstaltungen und Fernsehshows zu sehen. Sie diente lange als Zwischenlösung, da 1963 der nahe gelegene Ludwigsbau wegen statischer Probleme kurzfristig gesperrt werden musste und keine andere Halle zur Verfügung stand. So wurden beispielsweise die ZDF-Sendung Wetten, dass..? 1982 und 1983 sowie die ARD-Sendung Vier gegen Willi mehrfach live aus der Halle übertragen. Erst mit der Eröffnung der neuen Kongresshalle 1972 und der Schwabenhalle im neuen Messezentrum 1987 gingen die Buchungen für Veranstaltungen dieser Art zurück.

## Galerie

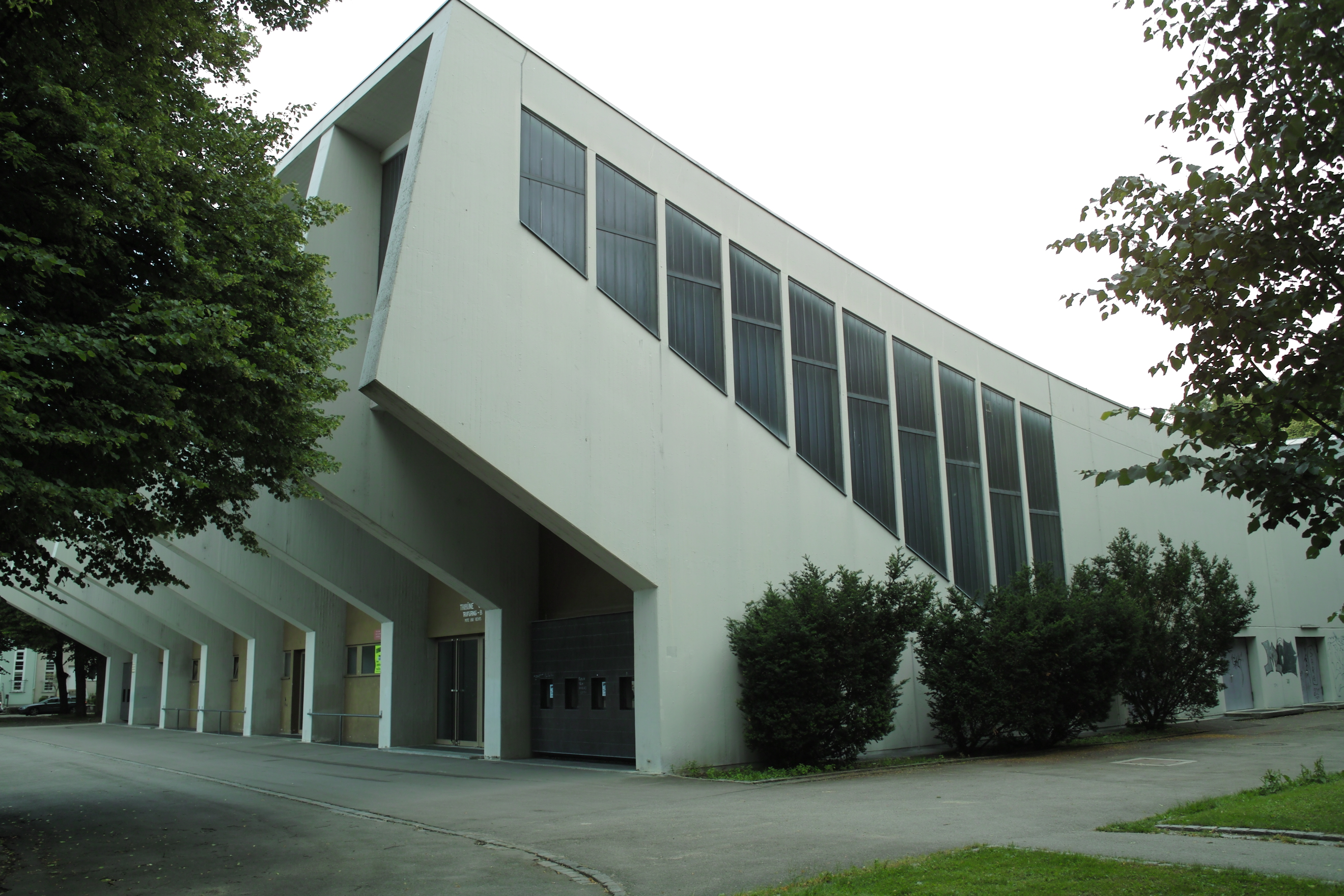
Ansicht von Norden (Juni 2011)
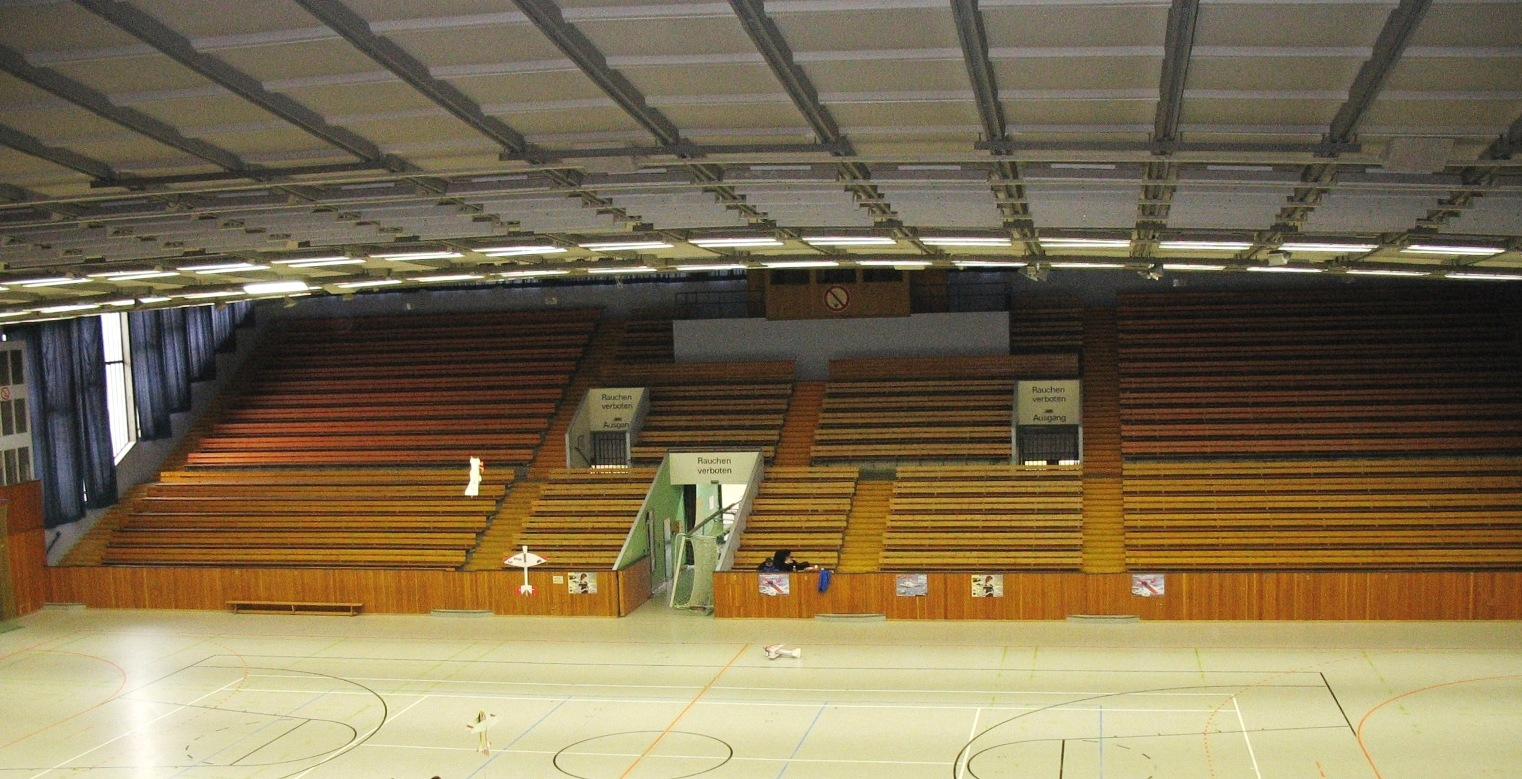
Der Innenraum (Oktober 2006)